# Aphyosemion congicum
Aphyosemion congicum е вид лъчеперка от семейство Nothobranchiidae.

## Разпространение
Видът е разпространен в Демократична република Конго.

## Описание
На дължина достигат до 4,5 cm.